# Hyundai Grace
Hyundai Grace var en bilmodel fra den sydkoreanske bilfabrikant Hyundai, baseret på tredje generation af Mitsubishi Delica, som i Europa blev solgt som Mitsubishi L300 II.
I 1993 fulgte et facelift af modellen med modificeret front og kabine. Denne model blev fra 1993 eksporteret til Europa som Hyundai H-100. Mellem 1994 og 1999 blev H-100 solgt med 2,4-liters benzinmotor eller 2,5-liters dieselmotor med 57 kW (78 hk). På trods af lave priser var succesen i Europa beskeden. Hvor modellen i Vesteuropa blev afløst af Hyundai H-1, blev den i østeuropæiske lande som f.eks. Rusland samt Asien fortsat solgt frem til 2004.
- Hyundai Grace / H-100 kassevogn
- Hyundai Grace / H-100 minibus